# Beania plurispinosa
Beania plurispinosa är en mossdjursart som beskrevs av Uttley och Bullivant 1972. Beania plurispinosa ingår i släktet Beania och familjen Beaniidae. Inga underarter finns listade i Catalogue of Life.